# Villaralbo
Villaralbo est une commune espagnole de la province de Zamora dans la communauté autonome de Castille-et-León.

## Personnalités liées à la commune
- César Alonso de las Heras (1913-2004), religieux et écrivain paraguayen, est né à Villaralbo.